# Vivaldo Lima Filho
Vivaldo Palma Lima Filho  (Manaus, 28 de agosto de 1902 — 29 de julho de 1979) foi um político brasileiro.
Era filho do deputado federal Vivaldo Palma Lima e Elvira Augusta Baraúna de Lima. Foi senador pelo estado do Amazonas de 1951 a 1967.

## Biografia

### Medicina
Vivaldo Lima Filho se formou em Medicina pela Faculdade de Medicina da Bahia, em 27 de Dezembro de 1927 e exerceu a medicina principalmente nos estados da Bahia, Amazonas e Rio de Janeiro.
Exerceu a medicina em diversas entidades principalmente na Cruz Vermelha Brasileira onde teve os seguintes cargos:
- Médico interno do Hospital da Cruz Vermelha Brasileira
- Professor de Prática Cirúrgica da Escola de Enfermagem da Cruz Vermelha Brasileira
- Chefe do serviço de Ortopedia e Traumatologia do Hospital da Cruz Vermelha Brasileira
- Membro do Conselho Diretor da Cruz Vermelha Brasileira
- Diretor do Hospital da Cruz Vermelha Brasileira
- Vice-Presidente do Conselho dos Governadores da Liga das Sociedades da Cruz Vermelha (Genebra, Suíça), hoje Federação Internacional da Cruz Vermelha e Crescente Vermelho
- Presidente da Cruz Vermelha Brasileira
- Membro/Sócio Honorário da Cruz Vermelha na Argentina, Guatemala e Venezuela.

No Rio de Janeiro Vivaldo foi cirurgião ortopedista do Hospital de Pronto Socorro da Assistência Municipal do Rio de Janeiro, atualmente, Hospital Sousa Aguiar. Também foi membro titular do Colégio Brasileiro de Cirurgiões e membro da Sociedade de Medicina e Cirurgia do Rio de Janeiro.

### Política
Vivaldo Palma Lima Filho foi presidente do diretório do Partido Trabalhista Brasileiro (PTB), seção Amazonas, e posteriormente foi eleito senador pelo estado do Amazonas em 1951. Foi reeleito permanecendo com senador até 1967. Exerceu o mandato, portanto, nas legislaturas 39ª a 41ª na chamada República Nova (1945 a 1963).
Conhecido como senador Vivaldo Lima, exerceu diversos cargos no Senado Federal do Brasil como:
- Primeiro Vice-Presidente do Senado
- Primeiro Secretário da Mesa
- Vice-Presidente da Comissão de Finanças
- Presidente da Comissão de Relações Exteriores
- Presidente da Comissão de Legislação Social
- etc.

Vivaldo foi o delegado do Brasil na XIV Assembleia Geral da Organização das Nações Unidas (ONU), em 1960, em Nova Iorque (EUA), tendo discursado em 16 de Fevereiro de 1960. Posteriormente foi o observador parlamentar na XVIII Assembleia Geral da ONU em Nova Iorque (EUA).

### Esportes
Continuando o trabalho do seu pai, deputado federal Vivaldo Lima cujo nome foi atribuído ao estádio de futebol de Manaus (Estádio Vivaldo Lima chamado de Vivaldão), Vivaldo apoiou o esporte no estado do Amazonas e tornou-se Sócio Honorário do Nacional Futebol Clube (Manaus).

### Outras informações
O senador Vivaldo Lima recebeu o título de Cidadão Carioca por Decreto do Prefeito do antigo Distrito Federal.
O senador Vivaldo Lima recebeu entre outras as seguintes homenagens nacionais:
- Medalha de "Ruy Barbosa" - Ministério de Educação e Saúde
- Medalha "Thaumaturgo de Azevedo" - Ministério da Justiça
- Medalha "Marechal Caetano de Faria" - Ministério da Justiça
- Medalha "Marechal Hermes da Fonseca" - Ministério da Justiça
- Medalha "Maria Quitéria" - Ministério da Guerra
- Medalha do "Pacificador" - Ministério da Guerra
- Medalha de "Mérito Tamandaré" - Ministério da Marinha

Também recebeu entre outras as seguintes homenagens internacionais:
- Cavaleiro da legião de Honra da França
- Grã Cruz da Ordem Constantina de São Jorge - Itália
- Comendador da Ordem de Orange-Nassau - Holanda
- Comendador da Ordem do Mérito da República Italiana
- Comendador da Ordem do Mérito da República do Senegal
- Insígnias de 2º Grau da Ordem do Sol Nascente do Japão
- Homenagens (medalhas) da Cruz Vermelha do México, Bolívia, Cuba, Chile e Argentina

Vivaldo Lima foi sócio efetivo do Instituto Geográfico e Histórico do Amazonas, titular da cadeira número 39 cujo patrono é o seu pai Vivaldo Lima.